# Liga Nacional de Basketball 2022
La Liga Nacional de Basketball 2022 de Perú fue la tercera edición del certamen. Inició el 18 de octubre de 2022 y consiste en un hexagonal donde participarán tres clubes de Lima (Leones HB, Lima Norte y Club de Regatas “Lima”), dos de Arequipa (Osos de la Salle y Faraday Sharks) y uno de Puno (Palcor)..
El partido inaugural de la temporada fue entre Club de Regatas de Lima y Palcor.
La temporada finalizó el 23 de octubre de 2022 cuando, Lima Norte Basketball Club venció 72 a 57 a Club de Regatas de Lima en la final.

## Equipos participantes

### Localización
El Departamento de Lima cuenta con la mayor cantidad de representantes (3 equipos), seguido de los Departamentos de Arequipa (2 equipos) y por último, el departamento de Puno (1 equipo).
| Provincia de Lima | 3 | Lima Norte Basketball Club, Club de Regatas de Lima, HB Club | Lima Norte Regatas Lima HB Club Osos de la Salle, Faraday Sharks Palcor Localización de los equipos de la Primera División 2022 |
| Arequipa          | 2 | Osos de la Salle Basketball, Club Faraday Sharks Basketball  | Lima Norte Regatas Lima HB Club Osos de la Salle, Faraday Sharks Palcor Localización de los equipos de la Primera División 2022 |
| Puno              | 1 | Palcor Basketball Club                                       | Lima Norte Regatas Lima HB Club Osos de la Salle, Faraday Sharks Palcor Localización de los equipos de la Primera División 2022 |

## Formato de competencia
Los equipos están divididos en dos grupos de tres miembros cada uno, en esta primera instancia, los equipos juegan en el formato de todos contra todos. Cada equipo que gane el partido obtiene dos puntos, mientras que aquel que pierda obtiene un punto. Con base a esos resultados se ordenan los equipos de mayor a menor puntaje obtenido en cada uno de los respectivos grupos.
Concluida la primera ronda, cuando todos los equipos hayan jugado sus respectivos encuentros contra cada uno de los rivales, los dos primeros lugares de cada grupo (1°A y 1°B) se clasifican a las semifinales del torneo.
Mientras que los equipos restantes jugarán los cuartos de final de la siguiente forma: los segundos lugares de cada grupo (2°A y 2°B) jugarán contra los terceros lugares (3°A y 3°B) del otro grupo.
Una vez concluidos estos duelos, los ganadores de estas llaves se enfrentarán contra los equipos que terminaron primeros lugares en las semifinales del torneo donde el ganador de cada llave se clasificará a la final.
Los equipos perdedores de las semifinales se enfrentarán a un partido único para definir el tercer (3°) y cuarto lugar (4°) del torneo.
Los equipos ganadores de las semifinales se enfrentarán a un partido único para definir al primer lugar (1°) y el segundo lugar (2°) del torneo.
Métodos de desempate
Cuando exista un empate en puntos entre dos o más equipos al final de la fase regular, el desempate se definirá de la siguiente manera:
1. Mayor diferencia de puntos en todos los partidos de la Fase en cuestión.
2. Sorteo.

## Primera fase: Fase regular
| SERIE A | SERIE A              | SERIE A | SERIE A | SERIE A | SERIE A | SERIE A | SERIE A | SERIE A |
| Equipo  | Equipo               | PJ      | PG      | PP      | PF      | PC      | DIF     | Pts     |
| ------- | -------------------- | ------- | ------- | ------- | ------- | ------- | ------- | ------- |
| 1.º     | Club Regatas de Lima | 2       | 2       | 0       | 144     | 132     | 12      | 4       |
| 2.°     | Osos de la Salle     | 2       | 1       | 1       | 131     | 136     | -5      | 3       |
| 3.°     | Palcor               | 2       | 0       | 2       | 125     | 133     | -8      | 2       |

| SERIE B | SERIE B                    | SERIE B | SERIE B | SERIE B | SERIE B | SERIE B | SERIE B | SERIE B |
| Equipo  | Equipo                     | PJ      | PG      | PP      | PF      | PC      | DIF     | Pts     |
| ------- | -------------------------- | ------- | ------- | ------- | ------- | ------- | ------- | ------- |
| 1.º     | Faraday                    | 2       | 1       | 1       | 139     | 135     | 4       | 3       |
| 2.°     | HB Club                    | 2       | 1       | 1       | 155     | 154     | 1       | 3       |
| 3.°     | Lima Norte Basketball Club | 2       | 1       | 1       | 133     | 138     | -5      | 3       |

|  |                                        |
|  | Clasificados a los semifinal de final. |
|  | Clasificados a los cuartos de final.   |

## Segunda fase: Play-offs

### Equipos clasificados
| Equipo                     | Método de clasificación |
| -------------------------- | ----------------------- |
| Club de Regatas de Lima    | 1° de la serie A        |
| Faraday                    | 1° de la serie B        |
| Osos de la salle           | 2° de la serie A        |
| HB Club                    | 2° de la serie B        |
| Palcor                     | 3° de la serie A        |
| Lima Norte Basketball Club | 3° de la serie B        |

### Desarrollo
|  | Cuartos de final           | Cuartos de final           | Cuartos de final           |                      |    | Semifinales | Semifinales                | Semifinales                |    |  | Final | Final | Final |  |
|  |                            |                            |                            |                      |    |             |                            |                            |    |  |       |       |       |  |
|  |                            |                            |                            |                      |    |             |                            |                            |    |  |       |       |       |  |
|  | Osos de la Salle           | Osos de la Salle           | 65                         |                      |    |             |                            |                            |    |  |       |       |       |  |
|  | Osos de la Salle           | Osos de la Salle           | 65                         |                      |    |             |                            |                            |    |  |       |       |       |  |
|  | Lima Norte Basketball Club | Lima Norte Basketball Club | 76                         |                      |    |             |                            |                            |    |  |       |       |       |  |
|  | Lima Norte Basketball Club | Lima Norte Basketball Club | 76                         | Faraday              |    |             |                            |                            |    |  |       |       |       |  |
|  |                            |                            |                            |                      |    |             |                            |                            |    |  |       |       |       |  |
|  |                            |                            | Lima Norte Basketball Club |                      |    |             |                            |                            |    |  |       |       |       |  |
|  |                            |                            |                            |                      |    |             |                            |                            |    |  |       |       |       |  |
|  |                            |                            |                            |                      |    |             |                            |                            |    |  |       |       |       |  |
|  |                            |                            |                            |                      |    |             |                            |                            |    |  |       |       |       |  |
|  |                            |                            |                            |                      |    |             | Lima Norte Basketball Club | Lima Norte Basketball Club | 72 |  |       |       |       |  |
|  |                            |                            |                            |                      |    |             |                            |                            | 72 |  |       |       |       |  |
|  |                            |                            | Club Regatas de Lima       | Club Regatas de Lima | 57 |             |                            |                            |    |  |       |       |       |  |
|  |                            |                            | Club Regatas de Lima       | Club Regatas de Lima | 57 |             |                            |                            |    |  |       |       |       |  |
|  |                            |                            |                            |                      |    |             |                            |                            |    |  |       |       |       |  |
|  |                            |                            |                            |                      |    |             |                            |                            |    |  |       |       |       |  |
|  |                            | Club Regatas de Lima       |                            |                      |    |             |                            |                            |    |  |       |       |       |  |
|  |                            |                            |                            |                      |    |             |                            |                            |    |  |       |       |       |  |
|  |                            |                            | Palcor                     |                      |    |             |                            |                            |    |  |       |       |       |  |
|  | Palcor                     | Palcor                     | 96                         |                      |    |             |                            |                            |    |  |       |       |       |  |
|  | Palcor                     | Palcor                     | 96                         |                      |    |             |                            |                            |    |  |       |       |       |  |
|  | HB Club                    | HB Club                    | 93                         |                      |    |             |                            |                            |    |  |       |       |       |  |
|  | HB Club                    | HB Club                    | 93                         |                      |    |             |                            |                            |    |  |       |       |       |  |
|  |                            |                            |                            |                      |    |             |                            |                            |    |  |       |       |       |  |

Nota: Los equipos ubicados en la primera línea ganaron su respectivo grupo.
Los resultados a la derecha de cada equipo representan los partidos ganados en la serie.

#### Cuartos de final
| 21 de octubre, 18:00 | Osos de la Salle | 65:76 | Lima Norte Basketball Club | Coliseo del Regatas Lima, Lima |  |

| 21 de octubre, 20:00 | Palcor | 96:93 | Leones HB Club | Coliseo del Regatas Lima, Lima |  |

#### Semifinal
| 22 de octubre, 15:00 | Faraday | 65:76 | Lima Norte Basketball Club | Coliseo del Regatas Lima, Lima |  |

| 22 de octubre, 17:00 | Club de Regatas de Lima | 96:93 | Palcor | Coliseo del Regatas Lima, Lima |  |

#### Final
| 23 de octubre, 15:45 | Lima Norte Basketball Club | 72:57 | Club de Regatas de Lima | Coliseo del Regatas Lima, Lima |  |

|                                             |
|                                             |
| Campeón Nacional Lima Norte Basketball Club |